# Beweg dein Arsch
Singles de LaFee
Heul doch Wer bin ich
Pistes de Jetzt erst recht
Der Regen fällt Wer bin ich
Beweg dein Arsch est une chanson rock écrite par Bob Arnz et Gerd Zimmermann pour LaFee en 2007 pour le deuxième single de l'album Jetzt erst recht. La chanson est la cinquième piste de l'album. Le single atteint vingt-deux dans les charts singles allemands lors de sa sortie en août 2007. Une version anglaise de la chanson, intitulée Come On, plus tard, est apparu sur le troisième album studio LaFee Shut Up.

## Liste des chansons
CD Single
1. "Beweg dein Arsch" (Radio Edit) - 2:40
2. "Beweg dein Arsch" (Instrumental) - 2:40

CD Maxi Single
1. "Beweg dein Arsch" (Single version) - 2:41
2. "Es tut weh" - 4:02
3. "Beweg dein Arsch" (Club mix) - 2:49
4. "Beweg dein Arsch: Directors Cut"
5. "Der Tanz zu "Beweg dein Arsch""
6. "Documentary Snippet: Part 2"

## Charts
| Charts    | Meilleure position |
| --------- | ------------------ |
| Allemagne | 22                 |
| Autriche  | 35                 |
| Suisse    | 87                 |